# Ivan Šaponjić
Ivan Šaponjić [ivan šaponjič] (srbsky Иван Шапоњић; * 2. srpna 1997, Nova Varoš) je srbský fotbalový útočník a bývalý mládežnický reprezentant, od července 2024 bez angažmá. V zahraničí působil na klubové úrovni v Portugalsku, Belgii, Španělsku, Turecku a na Slovensku. Nastupuje ve středu útoku.

## Klubová kariéra
Svoji fotbalovou kariéru začal v mužstvu Zlatar Nova Varoš. V mládeži dále působil v klubech FK Sloboda Užice a FK Partizan z hlavního města Bělehradu, jehož je odchovanec.

### FK Partizan
V průběhu ročníku 2013/14 se propracoval do prvního týmu. Ligový debut v dresu "áčka" Partizanu si odbyl 30. listopadu 2013 ve 14. kole v souboji s mužstvem FK Spartak Subotica, na hrací plochu přišel v 77. minutě a podílel se na domácím vítězství v poměru 2:0. V době debutu mu bylo teprve pouze 16 let.

#### Sezóna 2014/15
Své první dva přesné ligové zásahy v sezoně si připsal ve 22. a 23. kole, kdy vsítil po jednom gólu do sítí klubů OFK Bělehrad (výhra 3:1) a FK Mladost Lučani (výhra 3:0). Potřetí v ročníku skóroval 29. dubna 2015, kdy dal v souboji s týmem FK Jagodina ve 28. minutě jedinou a tudíž vítěznou branku v zápase. Následně se trefil proti celku FK Novi Pazar, když ve 42. minutě vyrovnával na konečných 1:1. V jarní části sezony 2014/15 získal s Partizanem ligový titul. S bělehradským mužstvem došel také až do finále domácího poháru. V něm nehrál, jeho spoluhráči podlehli městskému rivalovi klubu FK Cukaricki 0:1.

#### Sezóna 2015/16
S Partizanem postoupil přes tým FC Dila Gori z Gruzie (výhry 1:0 doma a 2:0 venku) a rumunské mužstvo FC Steaua București (remíza 1:1 venku a výhra 4:2 doma) do čtvrtého předkola - play-off Ligy mistrů UEFA 2015/16, v němž jej vyřadil kvůli pravidlu venkovních gólů po venkovní prohře 0:1 a domácí výhře 2:1 klub FK BATE z Běloruska. Se spoluhráči však byli zařazeni do základní skupiny L Evropské ligy UEFA 2015/16, kde v konfrontaci s týmy AZ Alkmaar (Nizozemsko) - (výhry 3:2 doma a 2:1 venku), FC Augsburg (Německo) - (výhra 3:1 venku a prohra 1:3 doma) a Athletic Bilbao (Španělsko) - (prohry 0:2 doma a 1:5 venku) se ziskem devíti bodů na třetím místě tabulky a do vyřazovací části nepostoupili. Šaponjić v tomto ročníku pohárové Evropy zaznamenal jeden gól a to v odvetě s BATE.
Svoji první a druhou ligovou branku v této sezoně dal v 72. a 80. minutě ve druhém kole hraném 25. července 2015 v souboji s mužstvem FK Jagodina, ve kterém se svými spoluhráči porazili soupeře na domácím trávníku vysoko 6:0. Potřetí v ročníku skóroval 29. srpna 2015 proti klubu OFK Bělehrad (výhra 2:1), když ve 36. minutě zvyšoval na 2:0. Na jaře 2016 získal Partizan Srbský pohár, na jehož zisku se Šaponjić částečně podílel.

### Benfica Lisabon
Na začátku roku 2016 přestoupil do Portugalska do slavné Benfici Lisabon, kde s úřadujícím mistrem sezony 2014/15 nejvyšší soutěže uzavřel kontrakt na pět a půl roku. V Benfice během celého svého působení neodehrál žádný zápas za A-tým, nastupoval pouze za rezervu, v jejímž dresu během dvě a půl sezony vsítil 14 gólů v 68 zápasech.

### SV Zulte-Waregem (hostování)
Před ročníkem 2017/18 zamířil z Lisabonu kvůli většímu hernímu vytížení na hostování do belgického mužstva SV Zulte-Waregem. Za klub krátce po svém příchodu odehrál zápas v tamním Superpoháru, kde tehdejšímu mistrovi týmu RSC Anderlecht podlehli se spoluhráči 1:2. S Waregemem se představil rovněž v základní skupině K Evropské ligy UEFA 2017/18, kde s ním v soubojích s mužstvy OGC Nice (Francie) - (prohry doma 1:5 a venku 1:3), SS Lazio (Itálie) - (prohra venku 0:2 a výhra doma 3:2) a Vitesse (Nizozemsko) - (remíza doma 1:1 a výhra venku 2:0) skončil se ziskem sedmi bodů na třetím místě tabulky, což na postup do jarního play-off nestačilo.
Svůj první ligový start v dresu Zulte-Waregem absolvoval v úvodním kole, kdy proti klubu KAS Eupen odehrál 77 minut a svými dvěma góly pomohl k vysokému venkovnímu vítězství v poměru 5:0. Potřetí v sezoně se trefil ve třetí minutě v souboji s týmem KAA Gent (výhra 1:0). 23. ledna 2018 ve 23. kole dal v nastaveném čase druhého poločasu rozhodující branku na konečných 2:1 v duelu s mužstvem Standard Lutych, na hřiště přitom přišel až v 87. minutě. Popáté v ročníku vsítil gól ve 29. kole proti klubu RSC Anderlecht (prohra 2:3). Svoji celkově šestou ligovou brankou v sezoně zaznamenal 23. května 2018 ve 114. minutě utkání proti týmu KSC Lokeren a se Zulte postoupil po výhře 3:2 po prodloužení do finále play-off o Evropskou ligu. V němž však se spoluhráči nestačili na mužstvo KRC Genk, kterému podlehli 0:2.

### Atlético Madrid
V létě 2019 přestoupil do španělského velkoklubu Atlético Madrid, který tehdy trénoval Diego Simeone. S týmem uzavřel tříletou smlouvu a zamířil do něj údajně za 500 tisíc €. Debut v lize za Atlético si odbyl ve 21. kole hraném 26. ledna 2020, kdy při bezbrankové remíze s celkem CD Leganés přišel na hrací plochu v 88. minutě. V mužstvu z hlavního města se i kvůli konkurenci (mj. Luise Suáreze) či zranění prakticky vůbec neprosadil. V lize nastoupil pouze ke dvěma střetnutím a tři duely si připsal v Copa del Rey.

### Cádiz CF (hostování)
Před druhou částí ročníku 2020/21 odešel z Atlética hostovat do klubu Cádiz CF. První ligový zápas zde absolvoval shodou okolností proti Atléticu Madrid. Odehrál 25 minut, ale domácí porážce v poměru 2:4 nezabránil. Poprvé a zároveň naposledy v lize během tohoto angažmá se zapsal mezi střelce ve 36. kole v souboji s týmem CA Osasuna (prohra 2:3), když ve 49. minutě srovnával na průběžných 1:1. Po půl roce se vrátil do Atlética.

### ŠK Slovan Bratislava

#### Sezóna 2021/22
V lednu 2022 zamířil na přestup na Slovensko do Slovanu Bratislava, který o něj už měl zájem během jeho působení v Benfice Lisabon. S vedením mužstva uzavřel tříletý kontrakt s následnou opcí na 18 měsíců a dostal dres s číslem devět. Ligový debut v dresu Slovanu si odbyl 12. února 2022 ve 20. kole proti týmu FK Senica (výhra 5:0), na trávník přišel v 68. minutě namísto Andreho Greena a dal gól na 4:0. Další přesný zásah zaznamenal o týden později, kdy se podílel na skvělém obratu skóre z 0:3 na 4:3 nad mužstvem FK Pohronie. Své třetí a čtvrté branky v sezoně docílil ve 25. a 26. kole, kdy dal po jednom gólu do sítě klubu ŠKF Orion Tip Sereď (výhra 5:1) a v derby se Spartakem Trnava (výhra 1:0). V ročníku 2021/22 pomohl svému zaměstnavateli již ke čtvrtému titulu v řadě, což Slovan dokázal jako první v historii slovenského fotbalu.

#### Sezóna 2022/23
Se Slovanem postoupil po domácí remíze 0:0 a venkovním vítězství 2:1 po prodloužení přes Dinamo Batumi z Gruzie do druhého předkola Ligy mistrů UEFA 2022/23, v němž však nestačili po výhře 2:1 venku a prohře 1:4 doma na maďarský celek Ferencvárosi TC z hlavního města Budapešti. Následně nepřešli ani po přesunu do třetího předkola Evropské ligy UEFA 2022/23 přes Olympiakos Pireus z Řecka (remíza 1:1 venku a prohra 2:3 doma po penaltovém rozstřelu), avšak se spoluhráči hráli ještě ve čtvrtém předkole - play-off Evropské konferenční ligy UEFA 2022/23 proti bosenskému týmu HŠK Zrinjski Mostar, kde po venkovní prohře 0:1 a výhře 3:1 po rozstřelu z pokutových kopů vybojovali postup do skupinové fáze této soutěže. Se Slovanem Bratislava byl zařazen do základní skupiny H, kde v konfrontaci se soupeři: FC Basilej (Švýcarsko) - (výhra 2:0 venku a remíza 3:3 doma), FK Žalgiris (Litva) - (remíza 0:0 doma a výhra 2:1 venku) a FC Pjunik Jerevan (Arménie) - (prohra 0:2 venku a výhra 2:1 doma) s ním postoupil se ziskem 11 bodů jako vítěz skupiny poprvé v novodobé historii Slovanu do jarní vyřazovací fáze některé evropské pohárové soutěže. V ní však nenastoupil, jelikož v zimě odešel. Celkem v tomto ročníku pohárové Evropy odehrál 10 zápasů, ve kterých se jednou střelecky prosadil, konkrétně v odvetě s Olympiakosem.
Poprvé v sezoně skóroval 7. 8. 2022 v souboji s tehdejším nováčkem ligy mužstvem MFK Skalica (výhra 3:0), když v 52. minutě z penalty zvyšoval na 2:0. Následně se střelecky prosadil v duelu s Tatranem Liptovský Mikuláš (výhra 5:1), když v 53. minutě dával na 2:1. V průběhu podzimní části ročníku byl kvůli neuspokojivým výkonům původně do konce podzimu stejně jako jeho tehdejší spoluhráči Richard Križan a Uche Agbo přeřazen do juniorky tedy rezervy tehdy hrající druhou slovenskou ligu. Na konci sezony vybojoval Slovan historicky pátý titul v řadě, na jehož zisku se Šaponjić částečně podílel.

### Bandırmaspor (hostování)
V zimním přestupovém období ročníku 2022/23 odešel ze Slovanu na hostování s opcí na přestup do tehdy druholigového tureckého Bandırmasporu. Při své ligové premiéře v dresu tohoto klubu ve 23. kole hraném 4. února 2023 proti Denizlisporu (prohra 1:4), přišel na hřiště jako střídající hráč a v 66. minutě zaznamenal branku. Podruhé v dresu Bandırmasporu se trefil o měsíc později v souboji s týmem Ankara Keçiörengücü S.K. (prohra 1:3) a v 59. minutě otevřel střelecký účet utkání. V rozmezí 33.-35. kola vsítil celkem pět gólů, konkrétně se třikrát prosadil proti Altınordu F.K. (remíza 3:3) a po jedné brance dal v soubojích se Sakaryasporem (výhra 3:2) a s mužstvem BB Erzurumspor (prohra 2:4). Svůj osmý přesný zásah za tento klub si připsal v duelu s Pendiksporem při venkovní prohře 1:2. Po sezoně 2022/23 mu v Bandırmaspor skončilo hostování a vrátil se do Slovanu Bratislava, kde se však s "áčkem" nepřipravoval.

### Ümraniyespor (hostování)
V srpnu 2023 zamířil opět hostovat do Turecka, konkrétně na rok s předkupním právem na přestup do Ümraniyesporu tehdy působícího v tamní druhé lize. V létě 2024 se vrátil zpět do Slovanu, kde však následně předčasně skončil.

## Klubové statistiky
Aktuální k 7. červnu 2024
| Sezona    | Klub                     | Soutěž           | Zápasy | Góly |
| --------- | ------------------------ | ---------------- | ------ | ---- |
| 2013/2014 | FK Partizan              | SuperLiga        | 1      | 0    |
| 2014/2015 | FK Partizan              | SuperLiga        | 14     | 4    |
| 2015/2016 | FK Partizan              | SuperLiga        | 17     | 3    |
| 2015/2016 | Benfica Lisabon B        | LigaPro          | 19     | 5    |
| 2016/2017 | Benfica Lisabon B        | LigaPro          | 21     | 3    |
| 2017/2018 | SV Zulte-Waregem (host.) | Jupiler PL       | 31     | 6    |
| 2018/2019 | Benfica Lisabon B        | LigaPro          | 28     | 6    |
| 2019/2020 | Atlético Madrid          | Primera División | 2      | 0    |
| 2020/2021 | Atlético Madrid          | Primera División | 0      | 0    |
| 2020/2021 | Cádiz CF (host.)         | Primera División | 9      | 1    |
| 2021/2022 | Atlético Madrid          | Primera División | 0      | 0    |
| 2021/2022 | ŠK Slovan Bratislava     | Fortuna liga     | 11     | 4    |
| 2022/2023 | ŠK Slovan Bratislava     | Fortuna liga     | 14     | 2    |
| 2022/2023 | Bandırmaspor (host.)     | PTT 1. Lig       | 12     | 8    |
| 2023/2024 | ŠK Slovan Bratislava     | Niké liga        | 0      | 0    |
| 2023/2024 | Ümraniyespor (host.)     | PTT 1. Lig       | 15     | 1    |

## Reprezentační kariéra
V minulosti reprezentoval svoji zemi v mládežnických kategoriích do 16, 17, 18, 19, 20 a 21 let. Se srbským výběrem do 20 let získal na Mistrovství světa 2015 na Novém Zélandu zlatou medaili, když ve finále porazili se spoluhráči Brazílii U-20.